# 抄思
抄思（1205年—1248年），又名答禄，蒙古帝国乃蛮部人。屈出律的孙子，敞温的儿子。
屈出律篡位西辽自立为君。1218年，蒙古灭西辽，他和母亲被俘虏，隶属于成吉思汗第一斡耳朵。抄思二十五岁时，随从征伐，不避矢石，敢于先登。攻破金朝的代州、石州二州。1232年，跟随拖雷借南宋之道征伐金朝，率领轻骑兵袭扰敌营。在钧州三峰山之战，夜袭金营，大胜。抄思击败金兵，因功授副万户，赐宅第和人口五十。和大断事官失吉忽秃忽镇守随州（今湖北省随州市）。1237年，受命签军，得到西京和大名府等地四千余军，由其统率。改镇颍州（今安徽省阜阳市）。后因病回大名(今河北省大名县）。病逝。其子别的因。

## 延伸阅读
[在维基数据编辑]
 《元史/卷121》，出自宋濂《元史》
 《新元史/卷118》，出自柯劭忞《新元史》